# Parque provincial Ingeniero Agrónomo Roberto Cametti

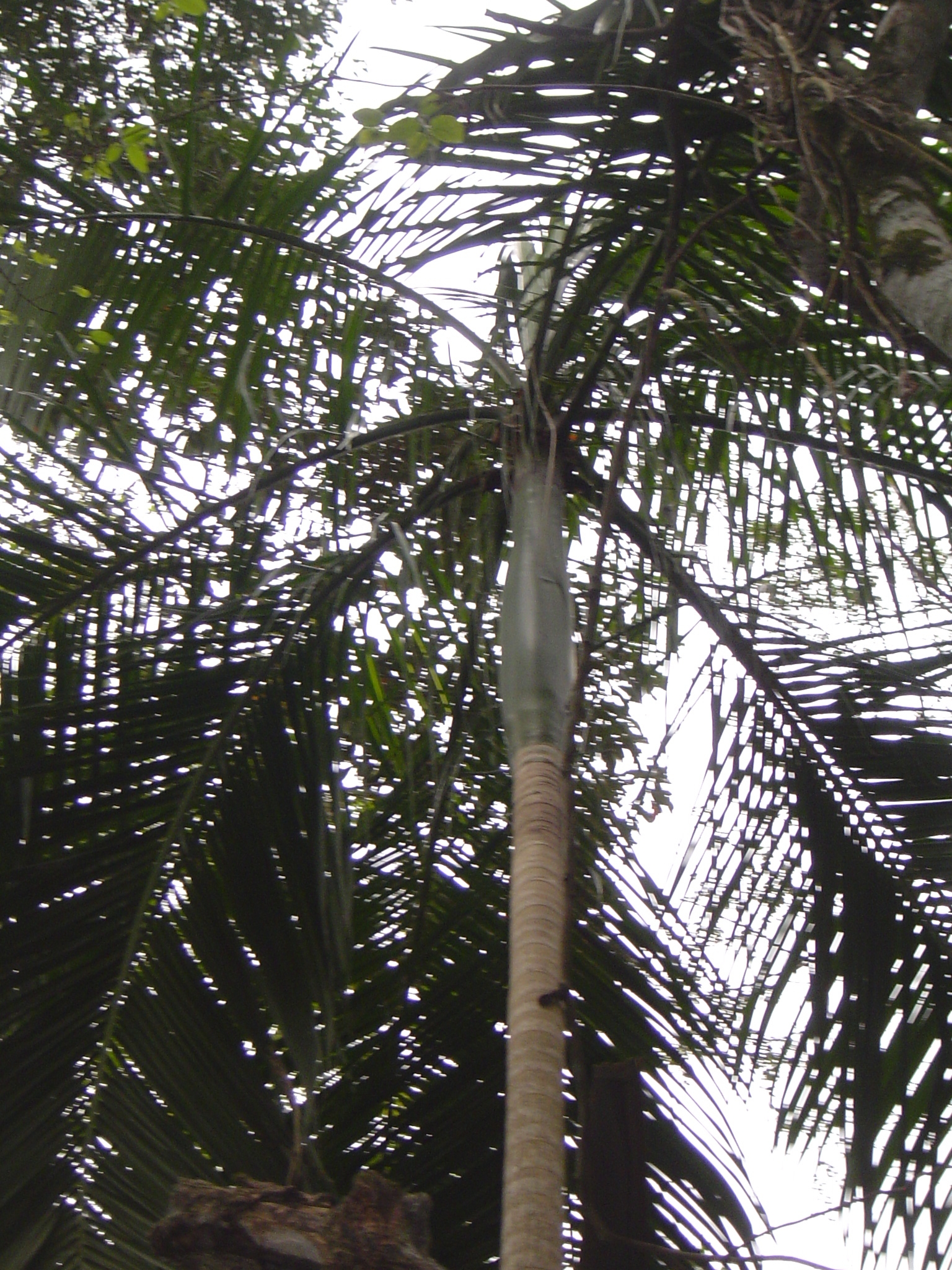
Euterpe edulis, palmeras de donde se extrae el palmito.

El parque provincial Ingeniero Agrónomo Roberto Cametti es un área natural protegida de la provincia de Misiones en Argentina. 
Su nombre recuerda al ingeniero agrónomo Roberto Cametti, quien fuera impulsor del Corredor Verde de la provincia de Misiones.

## Características generales
Se halla ubicado a 25°30′S 54°07′O / -25.500, -54.117 en la punta norte de la península de Andresito sobre el río Iguazú, en el departamento General Manuel Belgrano, en cercanías de la localidad de Andresito (municipio Comandante Andrés Guacurarí). El parque ocupa una extensión de 136 hectáreas 26 a 25 ca de propiedad del Estado provincial. Limita al sur con el refugio privado de vida silvestre Arirá-í.
Fue creado el 22 de junio de 2000 por medio de la sanción de la ley provincial n.º 3662:

Declarase Área Natural Protegida con la categoría de Parque Provincial, conforme lo establece la Ley XVI – Nº 29 (Antes Ley 2932), con la denominación “Ingeniero Agrónomo Roberto Cametti”, los inmuebles individualizados como: lotes 1-C y 1-B, de la subdivisión lote 1 sector “D”, colonia Andrés Guacurarí, municipio Comandante Andrés Guacurarí, departamento General Manuel Belgrano, provincia de Misiones, con una superficie total de 136 hectáreas, 26 áreas, 25 centiáreas, cuya Nomenclatura Catastral es: Dpto. 07- Mun. 75- Secc. 03- Chac. 000- Manz. 000- parcelas 302-C y 302-B respectivamente según Plano de Mensura Nro 33.783.

La finalidad de la creación del parque fue la de conservar palmitales, un paleocause del río Iguazú en la península de Andresito y un tramo de costa sobre el mismo. El parque no posee infraestructura, por lo que no tiene servicios turísticos.
Pertenece a la ecorregión selva Paranaense, con selva en galería y de palo rosa y palmitos. La fauna es representada por el carpincho y el yacaré overo.